# Гальєгос-дель-Пан
Гальєгос-дель-Пан (ісп. Gallegos del Pan) — муніципалітет в Іспанії, у складі автономної спільноти Кастилія-і-Леон, у провінції Самора. Населення — 144 особи (2010).
Муніципалітет розташований на відстані близько 200 км на північний захід від Мадрида, 18 км на північний схід від Самори.

## Демографія
Динаміка населення (INE ):

## Галерея зображень

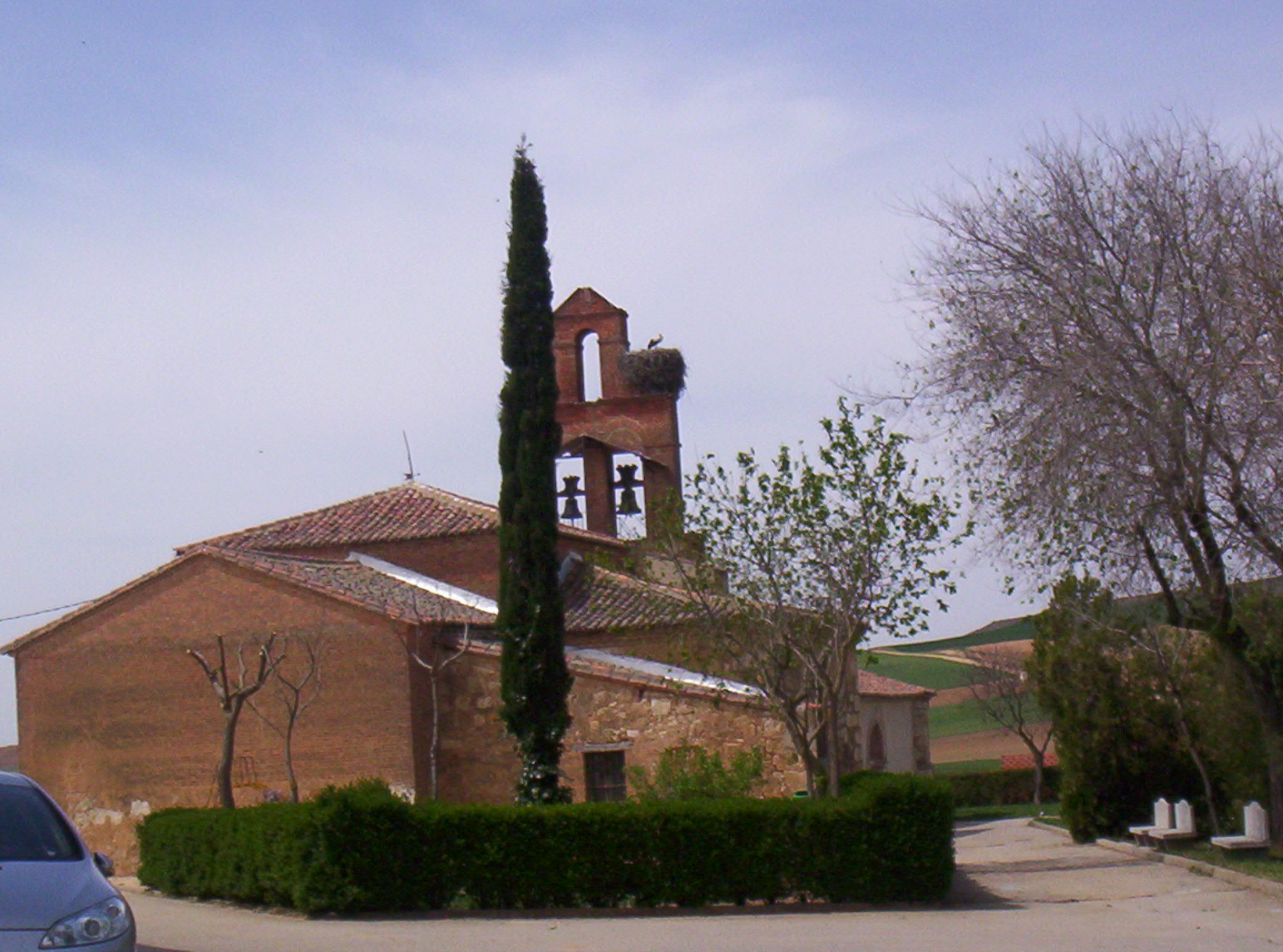
Церква Сан-Хуан-Баутіста